# Liste der Mitglieder des Kongresses der Föderierten Staaten von Mikronesien (23. Kongress)
Diese Liste verzeichnet die Mitglieder des 23. Kongresses der Föderierten Staaten von Mikronesien.
Seine Zusammensetzung beruht auf der Kongresswahl vom 7. März 2023. Eine weitere Nachwahl fand für den staatweiten Senatssitz von Chuuk am 4. Juli 2023 statt.
Für jeden Bundesstaat wird ein Senator für vier Jahre gewählt, der den Staat als Ganzes vertritt. Etwaige weitere Mitglieder werden für die einzelnen Wahlkreise für zwei Jahre gewählt.

## Liste der Mitglieder
| Bundesstaat  | Wahlkreis                 | Mitglied                                            | Vertretene Gebiete |
| ------------ | ------------------------- | --------------------------------------------------- | ------------------ |
| Chuuk        |                           |                                                     |                    |
| Ganzer Staat | Fabian Sitan Nimea        | Chuuk                                               |                    |
| 1            | Florencio Singkoro Harper | Mortlock Islands                                    |                    |
| 2            | Victor Gouland            | Northern Namoneas                                   |                    |
| 3            | Perpetua Sappa Konman     | Southern Namoneas                                   |                    |
| 4            | Tiwiter Aritos            | Faichuuk Region                                     |                    |
| 5            | Robson U. Romolow         | Northwestern Region                                 |                    |
| Kosrae       |                           |                                                     |                    |
| Ganzer Staat | derzeit vakant            | Kosrae                                              |                    |
| 1            | Paliknoa K. Welly         | Kosrae                                              |                    |
| Yap          |                           |                                                     |                    |
| Ganzer Staat | Joseph John Urusemal      | Yap                                                 |                    |
| 1            | Isaac V. Figir            | Yap                                                 |                    |
| Pohnpei      |                           |                                                     |                    |
| Ganzer Staat | Peter M. Christian        | Pohnpei                                             |                    |
| 1            | Merlynn Abello-Alfonso    | Kolonia, Sokehs, Sapwuafik, Nukuoro, Kapingamarangi |                    |
| 2            | Quincy Lawrence           | Madolenihmw, Kitti                                  |                    |
| 3            | Esmond B. Moses           | Nett, U, Mwoakiloa, Pingelap                        |                    |